# Rudolf Mednyánszky
Rudolf Mednyánszky (ur. 2 sierpnia 1929 w Sarudzie, zm. 11 lutego 2016 w Budapeszcie) – węgierski piłkarz występujący na pozycji obrońcy.

## Życiorys
Do 1950 roku był piłkarzem Ceglédi Szakszervezeti SE, następnie Budapesti Honvéd, a od 1951 roku – Szegedi Honvéd. W barwach tego klubu zadebiutował w NB I, co miało miejsce 11 marca 1951 roku w zremisowanym 2:2 spotkaniu z Szegedi Petőfi. W Szegedi Honvéd występował do 1953 roku, rozgrywając ogółem 67 spotkań ligowych. Ponadto we wrześniu wystąpił w dwóch nieoficjalnych meczach reprezentacji Węgier (10:1 z Szentendrei Honvéd i 9:0 z Csepeli Szikra). W 1954 roku został zawodnikiem Csepeli Vasas SK. W sezonie 1958/1959 zdobył z klubem mistrzostwo kraju. We wrześniu 1959 roku wystąpił w dwumeczu przeciwko Fenerbahçe SK w ramach Pucharu Europy Mistrzów Klubowych (1:1, 2:3). W 1961 roku zmienił przynależność klubową, wiążąc się z Ceglédi VSE. Po zakończeniu kariery piłkarskiej pracował m.in. jako asystent trenera w Csepel SC. W 1973 roku został natomiast pierwszym trenerem Szigetszentmiklósi TK.

## Statystyki ligowe
| Sezon     | Klub                | Liga | Mecze | Gole |
| --------- | ------------------- | ---- | ----- | ---- |
| 1950      | Budapesti Honvéd SE | NB I | 0     | 0    |
| 1951      | Szegedi Honvéd SE   | NB I | 20    | 0    |
| 1952      | Szegedi Honvéd SE   | NB I | 22    | 0    |
| 1953      | Szegedi Honvéd SE   | NB I | 25    | 0    |
| 1954      | Csepeli Vasas SK    | NB I | 26    | 0    |
| 1955      | Csepeli Vasas SK    | NB I | 26    | 0    |
| 1957      | Csepel SC           | NB I | 7     | 0    |
| 1957/1958 | Csepel SC           | NB I | 17    | 0    |
| 1958/1959 | Csepel SC           | NB I | 11    | 0    |
| 1959/1960 | Csepel SC           | NB I | 6     | 0    |
| 1960/1961 | Csepel SC           | NB I | 12    | 0    |